# Askar Salymbekov
Askar Maatkablovitch Salymbekov (en kirghize : Аскар Мааткабылович Салымбеков, né le 9 février 1955 à At-Bachy en République socialiste soviétique kirghize en URSS) est un homme politique et homme d'affaires kirghiz.

## Biographie
Historien et économiste de formation, Salymbekov est diplômé de l'Université d'État du Kirghizistan en 1977. Il commence sa carrière en montant les échelons au Komsomol puis au comité central. À l’indépendance, Salymbekov se positionne comme l'un des plus puissants oligarques kirghiz alors qu'il fonde le Bazaar Dordoï, le plus grand marché d'Asie centrale et carrefour commercial qui relie l'Europe et la Chine. Le 31 décembre 1999, il est nommé pour remplacer Emilbek Uzakbaev à la tête de sa province natale de Naryn à titre de gouverneur. Il reste à ce poste jusqu'au 19 janvier 2005 où il est remplacé par Shamshybek Medetbekov. À ce moment, Salymbekov devient député de la Zhogorku Kengesh, mais n'y reste pas longtemps puisqu'il est nommé pour prendre la gouvernance de la capitale de Bichkek. Il prend ce poste le 20 avril 2005 en remplacement de Ravshan Jenenbekov, gouverneur intérimaire depuis le départ de Medetbek Kerimkulov. Il quitte le poste le 18 août 2005 où Arstanbek Nogoev prend sa place. Il redevient alors député, poste qu'il occupe jusqu'en 2007. Après sa carrière politique, il devient président du club de football de Dordoi Bichkek.